# Якоб, Лили
Лили Якоб (англ. Lili Jacob; род. 1925, Белки, Чехословакия (ныне Украина) — 1999, США) — выжившая узница Освенцима, хранитель «Альбома Аушвица».

## Биография
Лили Якоб попала в Освенцим, когда ей было 18 лет. После того, как она была признана годной для трудовых работ, её перевели в концлагерь Дора-Миттельбау под Бухенвальдом.
В апреле 1945 года концлагерь Дора-Миттельбау был освобожден американской армией.
После освобождения из концлагеря Лили вернулась в родную деревню Билки на Украине и обнаружила, что осталась единственной выжившей. Позднее вышла замуж за довоенного знакомого — Макса Зельмановича (Zelmanovic), и они перебрались в Чехословакию. Позднее Лили Якоб с мужем и дочерью Эстер эмигрировали в США, в Майами (Флорида). Во втором браке она взяла фамилию Мейер (Meier).

## Альбом Аушвица
«Альбом Аушвица» — единственное сохранившееся визуальное свидетельство массового убийства евреев в лагере Освенцим. На снимках из альбома Аушвица запечатлены прибытие, отбор, принудительный труд или умерщвление евреев, которые поступили в Аушвиц в конце мая — начале июня 1944 года.
После освобождения Лили в одной из казарм СС случайно нашла «Альбом Аушвица». В альбоме Лили Якоб с удивлением обнаружила фотографии своих знакомых, родственников и даже себя. Этот альбом она увезла с собой на родину. В альбоме из 193 фотографий — венгерские евреи, привезенные в Освенцим в 1944 году. Остается загадкой, как этот альбом попал в Дора-Миттельбау, кто и для чего делал для него снимки.
В 1960-х годах альбом был представлен в качестве доказательства на судебном процессе против нацистских преступлений во Франкфурте. В 1980 году французский адвокат и историк, известный охотник за нацистами Серж Кларсфельд убедил Лили Якоб передать альбом в Яд ва-Шем, национальный мемориал Катастрофы (Холокоста) и Героизма, расположенный в Израиле.